# Oryzias sinensis
Oryzias sinensis is een straalvinnige vissensoort uit de familie van de schoffeltandkarpers (Adrianichthyidae). De wetenschappelijke naam van de soort is voor het eerst geldig gepubliceerd in 1989 door Chen, Uwa & Chu.